# ذبابة الإسطبل
ذبابة الإسطبل الواخزة أو ذبابة خبيثة أو ذبابة الإصطبلات (الاسم العلمي: Stomoxys calcitrans) تسمى أيضا ذبابة الحظيرة أو ذبابة المنزل العضاضة أو ذبابة الكلب أو ذبابة جزازة. خلافا لمعظم أفراد أسرة الذبابية المنزلية، ذبابة الإسطبل، التي تعني تسميتها الثنائية -Stomoxys calcitrans- ('فم حاد' + 'الركل')، وغيرها من الذباب الذي ينتمي لجنسها، تقوم بامتصاص الدم من الثدييات. تتواجد هذه الأنواع في جميع أنحاء العالم، وتعتبر من أصل أوراسي.

## خصائص جسدية
شكل ذبابة الإسطبل شبيه بشكل الذبابة المنزلية، على الرغم من أن ذبابة الإسطبل أصغر حجمًا، وعند الفحص الدقيق يتبين أنه لديها بطن مرقط وأعرض قليلاً. يكون طول الذباب البالغ من هذا النوع بشكل عام حوالي 6–8 مليمتر (0.24–0.31 بوصة) ولونه أفتح من الذبابة المنزلية الشائعة. على عكس الذباب المنزلي الشائع، الذي تكون منطقة الفم لديه متكيفة للمص، إن أجزاء فم ذبابة الإسطبل لها مبنى مصمم للعض.

## موائل
كما يوحي اسمه، يكون ذباب الإسطبل شائع الوجود عند وما حول الأماكن التي يتم تربية المواشي بها. غالبًا ما يتم رؤية اليرقات التابعة لها في السماد المتعفن بالقرب من الماشية والدواجن. 

## علم الأحياء
قدم ف. بيشوب في عام 1913 إحد أقدم وأحد الأوصاف الأكثر شمولية بخصوص بيولوجيا ذباب الإسطبل. تتغذى الذباب البالغة من كلا الجنسين على دم الحيوانات ذات الدم الحار خلال ساعات النهار. بالنسبة لإنتاج البيض، يتطلب ذلك من الأنثى أن يكون بطنها محتقن بالدم. تستغرق الأنثى ما بين 2 إلى 5 دقائق تقريبًا من أجل أن تحتقن بالدم، وبعد ذلك تصبح بطيئة الحركة لبعض الوقت. يتم وضع البيض بين المواد العضوية المتعفنة مثل القش والسماد والخشب. يموت الذكور عادة بعد التزاوج والإناث تموت بعد وضع البيض. تستغرق دورة الحياة حوالي مدة أسبوعين عند درجات حرارة التي تكون حوالي 27 °م (81 °ف). تعتمد المدة بشكل كبير على درجة الحرارة وجودة المواد الغذائية المتاحة لليرقات. لاحظ بيشوب (1913) أن اليرقات تتمكن من أن تستمر وأن تعيش لمدة أكثر من 30 يومًا في المناطق التي تمنح أقل تغذية.

## الأهمية الاقتصادية
لُوحِظَ أن الأبقار المصابة بشدة من اجتياح ذباب الإسطبل، تصاب بفقر الدم، وقد لوحظ أنه عند حلب هذه الأبقار؛ تظهر انخفاض في إنتاج الحليب. تعض ذبابة الإسطبل البشر عند الراحة في الهواء الطلق. في كثير من أنحاء العالم، تكون هذه الأنواع ناقلة لطفيليات المثقبيات. بعض الطفيليات والأمراض المبلغ عنها التي قد تعتبر ذبابة الإصطبل ناقلًا لها تشمل المثقبيات الإيفانسية (المسبب لمرض Surra)، مثقبية بروسية، داء البروسيلات، فقر الدم الخيلي المعدي، مرض الحصان الأفريقي، وجدري الدجاج. وتفيد التقارير أيضًا أن ذباب الإسطبل هو ناقل لبكتيريا عصوية جمرية، العامل المسبب للجمرة الخبيثة.

## روابط خارجية
- جامعة ميشيغان